# Фолкэм, Лео
Ле́о Э́ми Фо́лкэм (англ. Leo Amy Falcam; 20 ноября 1935, Понпеи — 12 февраля 2018) — политический деятель Федеративных Штатов Микронезии, пятый Президент Федеративных Штатов Микронезии.

## Биография
Лео Фолкэм родился на острове Понпеи 20 ноября 1935 года. Получил высшее образование в Гавайском университете по специальности «социология». Затем поступил в аспирантуру Принстонского университета (Нью-Джерси, США), посещая школу государственного управления и международных отношений.
Впоследствии работал в аппарате верховного комиссара Подопечной территории Тихоокеанские острова, находившемся в Сайпане (Марианские острова), затем в качестве ассистента окружного администратора, а позже — окружным администратором округа Понпеи. Также был избран первым губернатором штата Понпеи.
В 1975 году принимал участие в Микронезийском конституционном конвенте, где представлял Понпеи, и одновременно был одним из его вице-президентов. В 1979—1983 годах был губернатором Понпеи.
В прошлом также занимал и ряд других постов: был президентом Банка Федеративных Штатов Микронезии, являясь членом совета директоров банка, служил в качестве офицера связи, был председателем Конституционного конвента Понпеи в 1983—1984 годах, первым национальным министром почты.
В 1987 году был избран в Конгресс Федеративных Штатов Микронезии пятого созыва в качестве депутата от штата Понпеи. Являясь конгрессменом, одновременно занимал пост заместителя председателя комитета по судебным и правительственным вопросам, а также работал в комитете здравоохранения, образования, общественных дел и международных отношений.
Был переизбран в Конгресс ФШМ шестого созыва, где возглавлял подкомитет по национальному развитию столицы и работал в комитетах по судебным и правительственным вопросам и здравоохранению, образованию. В Конгрессах восьмого и девятого созывов занимал пост заместителя председателя комитета по международным отношениям и был членом комитетов ресурсов и развития и судебных и правительственных вопросов.
В мае 1997 года был избран пятым вице-президентом Федеративных Штатов Микронезии, а 11 мая 1999 года стал пятым президентом ФШМ, находясь на посту до 11 мая 2003 года. В марте 2003 года проиграл парламентские выборы, потеряв возможность переизбраться на второй президентский срок.
Был женат на Ирис Фолкэм вплоть до её смерти в 2010 году. Пятеро детей.